# Panenský Týnec
Panenský Týnec är en köping i Tjeckien.   Den ligger i regionen Ústí nad Labem, i den nordvästra delen av landet, 40 km nordväst om huvudstaden Prag. Panenský Týnec ligger 366 meter över havet och antalet invånare är 369.
Terrängen runt Panenský Týnec är platt åt sydost, men åt nordväst är den kuperad. Runt Panenský Týnec är det ganska glesbefolkat, med 38 invånare per kvadratkilometer. Närmaste större samhälle är Louny, 11,0 km nordväst om Panenský Týnec. Trakten runt Panenský Týnec består till största delen av jordbruksmark.